# Dünentod – Die Frau am Strand
Dünentod – Die Frau am Strand ist die fünfte Folge aus der Krimi-Reihe Dünentod – Ein Nordsee-Krimi von Ziska Riemann aus dem Jahr 2024. Er basierend auf dem Roman Dünensturm von Sven Koch. Die Hauptrollen spielen Hendrik Duryn und Pia Micaela Barucki. Die Erstausstrahlung erfolgte am 30. Januar 2024 bei RTL unter dem Label Tödlicher Dienstag.

## Handlung
Tjark Wolf und Femke Folkmer werden an den Nordseestrand zu einem Leichenfund gerufen. Willem Leefmann war mit einem motorisierten Gleitschirm unterwegs, als er mit einer Drohne kollidierte und abstürzte. Zunächst ist nicht ersichtlich, ob ein Unfall oder eine Tötungsabsicht vorliegt. Folkmer kann sich allerdings nicht vorstellen, wer Leefmann hätte umbringen sollen. Um mögliche Zeugen des Absturzes zu finden, will Wolf auf dem nahegelegenen Bauernhof der Petersens umsehen, ist hier aber nicht sehr willkommenen. Petersens erwachsene Tochter war nachweislich zu dem Zeitpunkt am Strand, aber sie schweigt.
Als es gelingt, den Besitzer der Drohne zu ermitteln, finden sie diesen tot in seinem Haus. Aufgrund seines eigenen Todeszeitpunktes kann er das Gerät aber nicht gesteuert haben. Nachweislich wurde der Mann, der eigentlich selbst Bestatter war, umgebracht und die Ermittler schließen einen Racheakt nicht aus. Vor sieben Jahren ist Malte Jansen spurlos verschwunden und sowohl Leefmann als auch der Bestatter, Jan Gerdes, hatten ihn gut gekannt. Für Wolf und Folkmer ergeben sich erste Zusammenhänge, als sie die Unterlagen des getöteten Bestatters analysieren. Sie gehen davon aus, dass Jansen nicht aus eigenen Antrieb verschwunden war, sondern getötet wurde. Nachforschungen auf dem Ortsfriedhof geben Gewissheit. Malte Jensen wurde erschlagen und vom Bestatter heimlich im Grab einer gerade verstorbenen Frau versteckt.
Die Ermittlungen führen zu Charsten Harms, der Malte Jansen angeblich in Notwehr getötet hatte, und seine damaligen Freunde halfen dabei, die Leiche verschwinden zu lassen.

## Hintergrund
Die Dreharbeiten zu Die Frau am Strand erfolgten vom 30. August bis zum	27. September 2023 in Ostfriesland sowie in Berlin. Der Film basiert auf dem Kriminalroman Dünenflucht von Sven Koch, was auch als Arbeitstitel für die Dreharbeiten benutzt wurde.

## Kritik
Tilmann P. Gangloff schrieb für Tittelbach.tv: „‚Die Frau am Strand‘ wirkt wieder eine Nummer kleiner als der zweite Film aus der 2024er-Trilogie. Die Besetzung ist nicht prominent, aber markant. Solide auch die Umsetzung. Kameramann Aljoscha Hennig war bereits bei den ersten beiden Filmen 2023 dabei und sorgt für viel Atmosphäre. Alex Komlew hat die Musik zu allen bisherigen Episoden komponiert; sie klingt, als sei sie auch ohne Bilder hörenswert.“
Oliver Armknecht von film-rezensionen.de meinte: „Ob man lieber die actionreiche oder die gemütlich-nachdenkliche Variante vorzieht, ist letztendlich irgendwo Geschmackssache. So ist der aktuelle Film sehr viel weniger over the top, als es gerade der letzte Teil gewesen ist,[…] zeigt sich ‚Die Frau am Strand‘ deutlich geerdeter. Da wird bedächtig ermittelt, das meiste ist einigermaßen nachvollziehbar [und] austauschbarer.“ „Am ehesten sticht noch der leicht folkloristische Touch hervor. […] Die hübschen Bilder der idyllischen Landschaft gehen ebenfalls als Argument zum Anschauen durch. […] Ein bisschen schade ist, dass nicht mehr in das Verhältnis der zwei Hauptfiguren investiert wurde.“
Die Kritiker der Fernsehzeitschrift TV Spielfilm urteilten: „Keine Verfolgungsjagden, keine Schießereien: ‚Die Frau am Strand‘ setzt eher auf ein Krimirätsel mit Spuren in die Vergangenheit und den verschrobenen Reiz norddeutscher Dorfbewohner. Das ist von Kameramann Aljoscha Hennig einmal mehr in sehr atmosphärischen Bildern umgesetzt, aber das allein macht halt noch keinen besonderen Krimi.“